# Leo Fender
Clarence "Leo" Fender, född 10 augusti 1909 i Anaheim, Kalifornien, död 21 mars 1991 i Fullerton, Kalifornien, var en amerikansk konstruktör av musikinstrument som grundade The Fender Electric Instrument Manufacturing Company.
Fender konstruerade och byggde de första serietillverkade elgitarrerna med solid kropp under 1950-talet (s.k. plankor). Hans första gitarrmodell kallades Broadcaster, vilken senare modifierades under modellbeteckningen Telecaster. Fender konstruerade även den första massproducerade elbasen 1951, Fender Precision Bass. 1954 introducerades den gitarr som skulle bli normgivande för otaliga kopior, Stratocaster. Konstruktörer var George Fullerton, Freddie Tavares och "Leo" Fender själv. Leo Fender sålde sitt företag och namn till CBS 1965 och startade ett nytt företag, Music Man, med inriktning på gitarr- och förstärkartillverkning. Hans sista företag som konstruktör blev G&L som idag är lokaliserat i det ursprungliga Fender's gamla lokaler på Fender Avenue i Fullerton i Kalifornien.